# 86th Street (IRT Broadway–Seventh Avenue Line)
Pour les articles homonymes, voir 86th Street.
86th Street est une station, établie en souterrain, de la ligne d'infrastructure IRT Broadway-Seventh Avenue du métro de New York. Elle est située, à l'intersection West 86th Street & Broadway, quartier Upper West Side, au nord de l'arrondissement de Manhattan, de la ville de New York aux États-Unis.
C'est une station historique ouverte, par l,Interborough Rapid Transit Company (IRT), en 1904. Exploitée par la New York City Transit Authority depuis 1940, elle est desservie, jours et nuits, par les rames du service 1 (rouge) et uniquement la nuit par les rames du service 2 (rouge) du métro.